# 949 TCN
949 TCN là một năm trong lịch La Mã.